# 羅佩怡

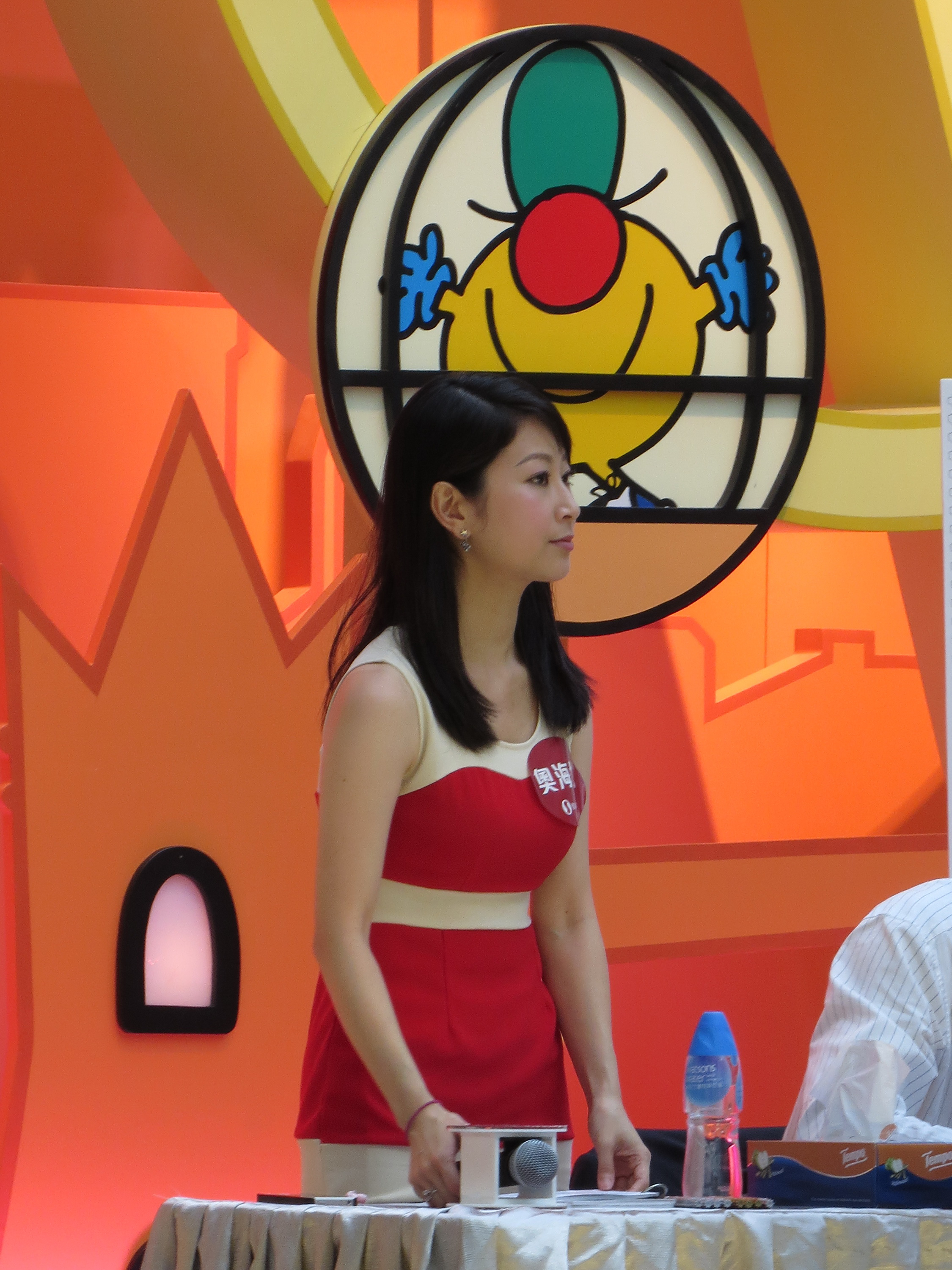
羅佩怡

羅佩怡（英語：Apple Law Pui Yee，1981年7月17日—），現為香港電視娛樂ViuTV《智富通》首席財經主持兼節目監製。曾為香港新城電台（FM99.7）DJ，又名愛菩、Apple。曾主持名人歌手訪談節目，後轉職至無綫電視（TVB），擔任財經節目創富坊主持，轉型財經主播；後轉職至亞視新聞財經首席記者，更同時擔任《六點鐘新聞》新聞主播；

## 學歷
- 中學：觀塘順利天主教中學（1993年至2000年）
- 大學：香港城市大學公共行政及社會學學士（2000年至2003年）

## 履歷
羅佩怡於2000年加入Radio Repubic網上電台成為正式員工, 負責節目日常管理工作, 同時間並主持「小女孩與大人物」節目訪問名人嘉賓。一年後轉職新城電台娛樂台任職新城七年，為全港首位兼少數從網上電台進軍正式電台的主持之一，並主持聯Fan所-愛菩會客室和生活好國度，與郭偉安多為勁爆音樂頒獎典禮之大會司儀。但於2008年1月1日進行新城娛樂台頻道改版改為新城知訊台，新城電台遣散黎海珊、鄭啟泰、車車和李麗蕊，羅佩怡辭職，岑建勳和劉天蘭被解除合約，郭偉安和潘紹聰轉兼職形式。雖然新城電台以獲升職加薪來挽留愛菩，但新城將她的節目時段拆散至早、午、晚及通宵播出，讓她無所適從，因而自行辭職。
2009年獲無綫聘任為主播，報導財經新聞。2015年離開無綫電視，加入亞視新聞擔任首席財經記者並擔任亞洲電視本港台《六點鐘新聞》的主播直至2016年2月5日。同月加入香港電視娛樂ViuTV擔任自製財經節目《智富通》主持兼助理監製。

## 電視節目ViuTV
- 智富通（主持兼監製）
- 香港工業傳奇之工不可沒（主持）

## 曾主持電台/電視節目
- Radio Republic
  - 小女孩與大人物
- 新城娛樂台(現已改更名為新城知訊台)
  - 聯Fan 所-愛菩會客室
  - 點正娛樂
- 東亞衛視
  - 今日香港及品味嚐談
- 和記3頻道
  - 主播
- 無線電視高清翡翠台
  - 創富坊
- 亞洲電視本港台/亞洲台
  - 《六點鐘新聞》主播

## 曾參與活動的司儀
- 廣州亞洲巨星演唱會
- Neway CEO揭幕禮
- 容祖兒MV首播會
- 郭富城唱好演唱會
- 新城勁爆頒獎禮及新人巡禮
- 香港迪士尼Viva Cub Disney 挑戰賽
- 三菱Colt揭幕禮
- EEGSummer Hits 揭幕記者會
- 華語傳媒大獎頒獎禮記者會
- 2036靈芝孢子揭幕禮

## 外部連結
- 愛菩教路－－發掘新題目
- 愛菩教路[永久]
- 羅佩怡的新浪微博